# I am Here
I am Here er en engelsksproget dansk spillefilm fra 2015 med instruktion og manuskript af Anders Morgenthaler.

## Handling
Maria er en succesrig direktør, der kæmper en kamp for at opnå sit højeste ønske - at sætte et barn i verden. Da hun halvvejs i sin graviditet endnu engang mister barnet, og efterfølgende af sin læge får at vide, at hun er blevet for gammel til at føde børn, styrter Marias verden sammen for hende. Maria kan ikke affinde sig med sin skæbne og ude af sig selv begiver hun sig afsted på en desperat og farefuld rejse i jagten på drømmen om hendes barn.

## Medvirkende
- Kim Basinger - Maria
- Jordan Prentice - Petit
- Peter Stormare - The Russian
- Sebastian Schipper - Peter
- Anouk Fischer - Unborn Girl
- Norman Hacker - Doctor
- Anouk Wagener - Anouk
- Sabine Haupt - Sasja
- Robert Hunger-Bühler - Magnus
- Nina Fog - Nina
- Philipp Hochmair - Business man
- Anna Franziska Srna - Prostitute #1
- Mascha Haupt - Prostitute #2
- Anka Graczyk - Madame
- Theresa Bischof - Young prostitute
- Sarah Thomas Lind-Holm Hansen - Baby
- Maik Rogge - Receptionist
- Fanny Emilie Tang Lærke - Girl in photo album